# ورخ-سویتکا
ورخ-سویتکا (روسی: Верх-Суетка) یک منطقهٔ مسکونی در روسیه است که در سرزمین آلتای واقع شده‌است.